# Вуглекислий газ в атмосфері Землі

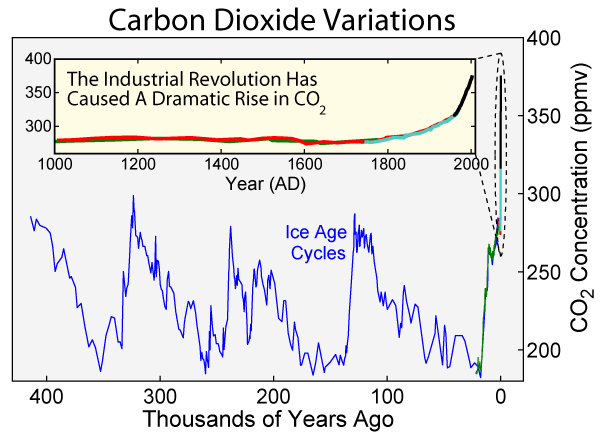
Зміни концентрації CO_{2} в ppm впродовж останніх 400 тис. років (зверху — за останню тисячу років)

Вуглекислий газ в атмосфері Землі, станом на 2013 рік, коливався в межах 393-397 ppm, тоді як на 2023 рік становить приблизно 419 ppm (0,0419%).
Роль вуглекислого газу (CO2, двоокис або діоксид вуглецю) в життєдіяльності біосфери полягає насамперед у підтриманні процесу фотосинтезу, який здійснюється рослинами. Оскільки двоокис вуглецю є парниковим газом, то він впливає на теплообмін планети з навколишнім простором, блокуючи відбите інфрачервоне випромінювання на низці частот, і таким чином бере участь у формуванні клімату планети.
Оскільки людство активно використовує викопні енергоносії як паливо, то відбувається швидке збільшення концентрації цього газу в атмосфері. Крім того, за даними МГЕЗК ООН, до третини загальних антропогенних викидів CO2 є результатом знеліснення. Антропогенний вплив на концентрацію двоокису вуглецю помітний від середини XIX століття. Починаючи з цього часу, темп її зростання збільшувався і наприкінці 2000-х років відбувався зі швидкістю 2,20±0,01 ppm/рік або 1,7 % за рік, наближаючись до планетарної межі високого ризику. Згідно з окремими дослідженням, сучасний рівень CO2 в атмосфері є максимальним за останні 800 тис. років і, можливо, за останні 20 млн років. Декарбонізація включає комплекс методів, направлених на зменшення концентрації CO2 в атмосфері Землі.

## Роль в парниковому ефекті

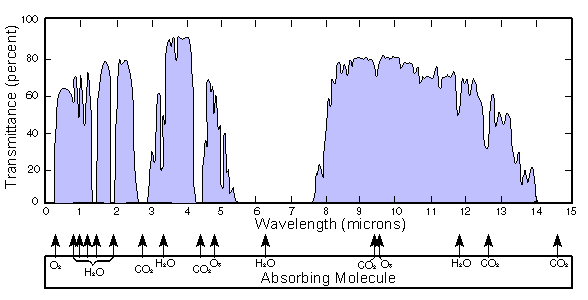
Спектр пропускання земної атмосфери (залежність прозорості від довжини хвилі). Видно смуги поглинання CO_{2}, O_{2}, O_{3} і H_{2}O.

Відмінною особливістю парникових властивостей двоокису вуглецю в порівнянні з іншими газами є його довгостроковий вплив на клімат, який, після припинення емісії, що його викликала, продовжується за інерцією впродовж до тисячі років. Інші парникові гази, такі як метан і оксид азоту, існують у вільному стані в атмосфері протягом коротшого часу.
Попри відносно невелику концентрацію в повітрі, CO2 є важливою компонентою земної атмосфери, оскільки він поглинає і перевипромінює інфрачервоне випромінювання на різних довжинах хвиль, включаючи довжину хвилі 4,26 мкм (вібраційний режим — за рахунок асиметричного розтягнення молекули) і 14,99 мкм (вигинні коливання). Цей процес виключає або знижує випромінювання Землі в космос на цих довжинах хвиль, що призводить до парникового ефекту.
Крім парникових властивостей двоокису вуглецю, має значення той факт, що він важчий від повітря. Оскільки середня відносна молярна маса повітря становить 28,98 г/моль, а молярна маса CO2 — 44,01 г/моль, то збільшення частки вуглекислого газу призводить до збільшенню густини повітря і, відповідно, до зміни профілю його тиску залежно від висоти. В силу фізичної природи парникового ефекту, така зміна властивостей атмосфери призводить до збільшення середньої температури на поверхні.
Основним джерелом парникового ефекту в атмосфері Землі є водяна пара. За відсутності парникових газів у атмосфері і значенні сонячної постійної 1 368 Вт⁄м², середня температура на поверхні повинна становити -15 °C. Насправді середня температура на поверхні Землі становить +15 °C, тобто парниковий ефект призводить до її збільшення на 30 °C, з яких 20,6 °C пояснюється наявністю в повітрі водяної пари, а 7,2 °C.  — вуглекислого газу. Оскільки при збільшенні частки цього газу в атмосфері його велика молярна маса призводить до зростання густини і тиску, то при одній і тій самій температурі зростання концентрації CO2 призводить до збільшення вологоємності повітря і до посилення парникового ефекту, обумовленого великою кількістю води в атмосфері. Збільшення частки води в повітрі для досягнення одного і того ж рівня відносної вологості — внаслідок малої молярної маси води (18 г/моль) — знижує густину повітря, що компенсує збільшення густини, викликане наявністю підвищеного рівня вуглекислого газу в атмосфері.
Комбінація перерахованих факторів у цілому призводить до того, що збільшення концентрації від доіндустріального рівня 280 ppm до сучасного 392 ppm еквівалентне додатковому виділенню 1,8 Вт на кожен квадратний метр поверхні планети.

## Джерела вуглекислого газу

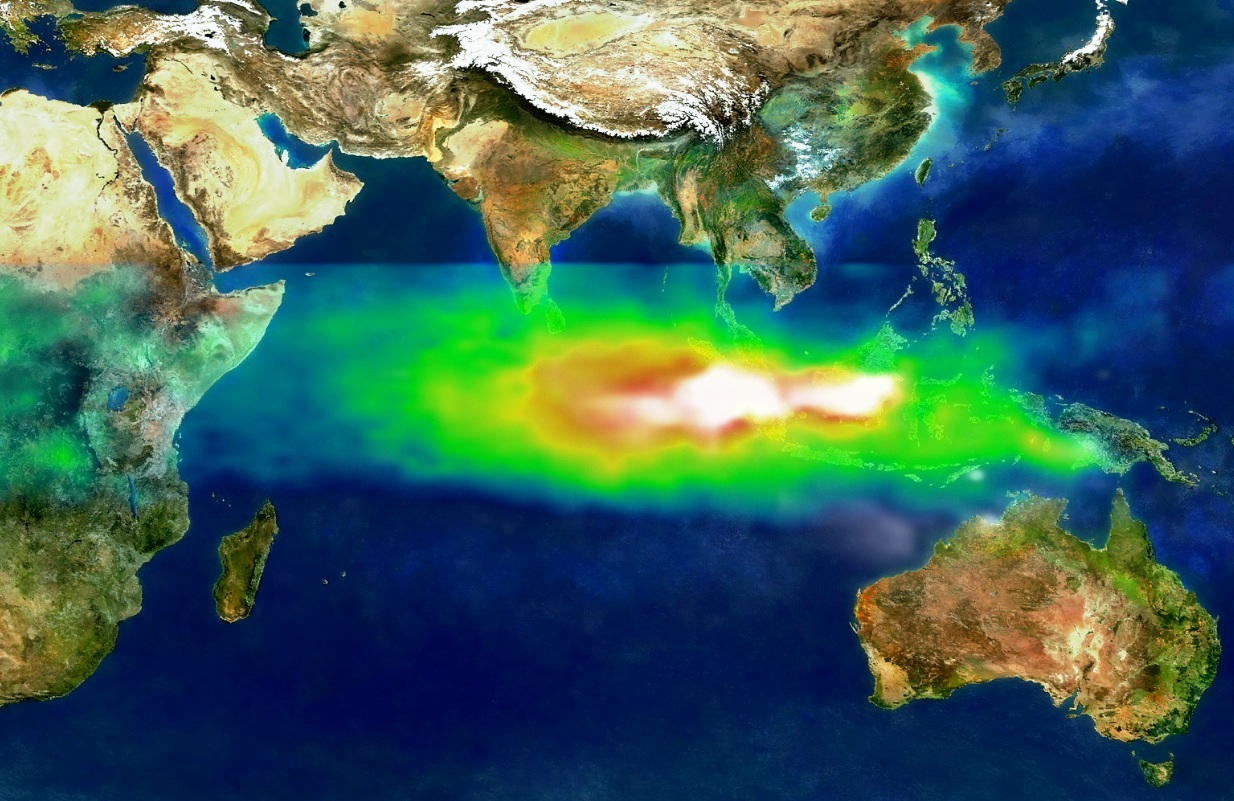
псевдокольорове зображення забруднення повітря димом і озоном внаслідок пожеж в Індонезії, 1997 рік

Літні пожежі 2010 року в Росії з космосу.

### Антропогенна емісія

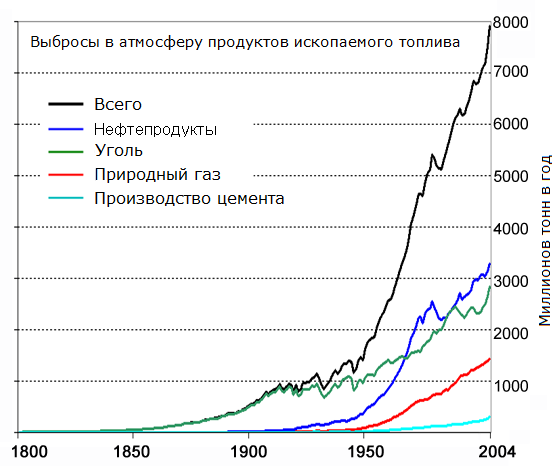
Емісія вуглецю в атмосферу в результаті промислової активності в 1800—2004 роках

### Вплив вулканізму

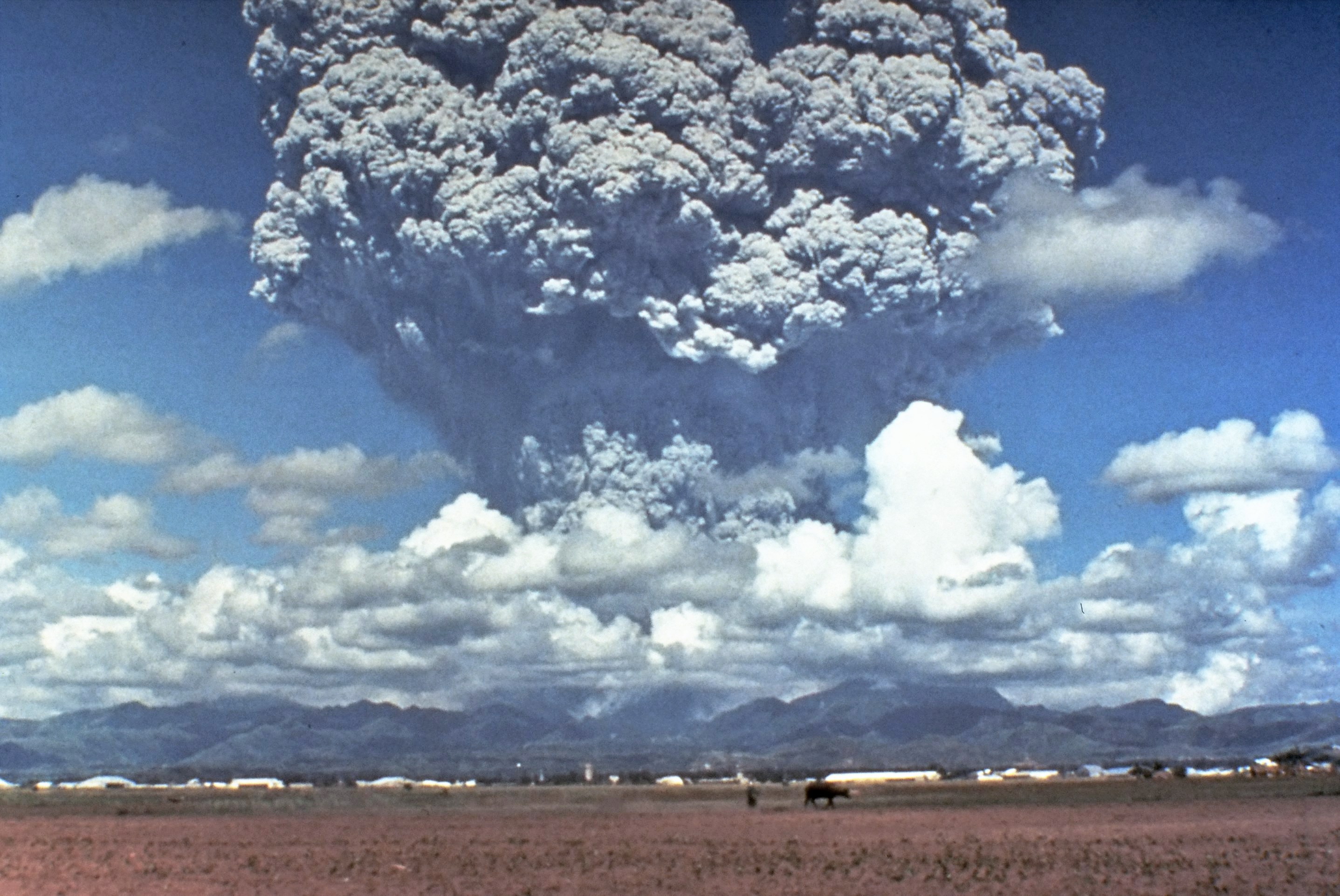
Виверження вулкана Пінатубо 1991 року

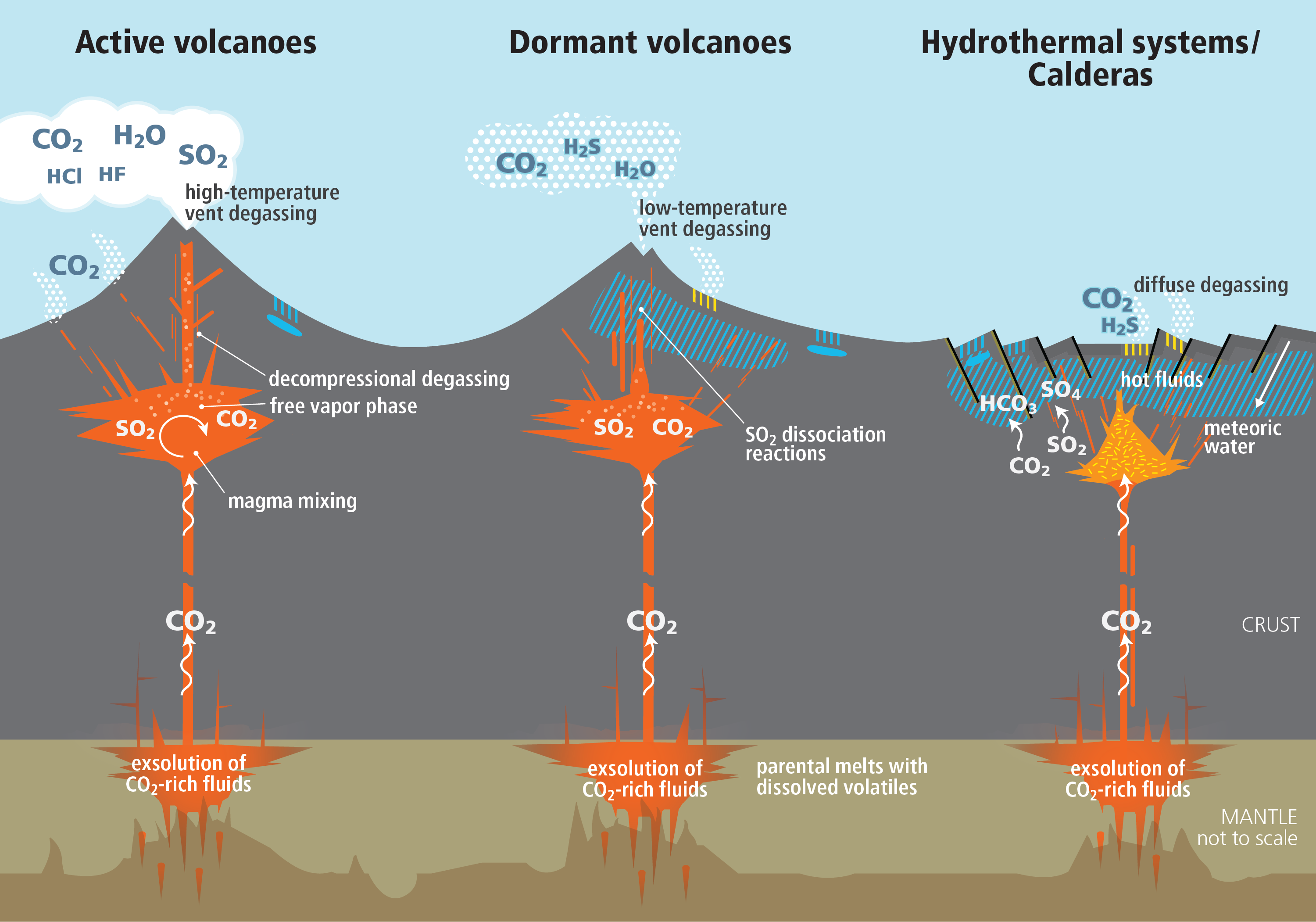
Схеми викидів CO_{2} з вулканічних та магматичних систем

## Сучасна концентрація

Зміна концентрації CO_{2} за 50 років.

## Зміна концентрації в минулому

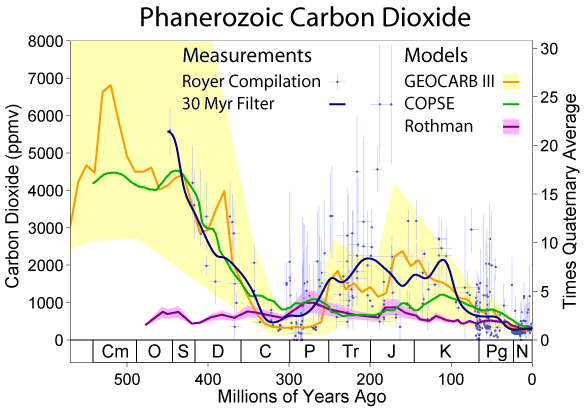
Зміни концентрації атмосферного вуглекислого газу впродовж фанерозою (останні 541 млн років, сучасність праворуч). Протягом більшої частини останніх 550 млн років рівень CO_{2} значно перевершував сучасний.

## Взаємозв'язок із концентрацією в океані

Обмін вуглекислого газу між водоймами і повітрям